# Cyrtonus eumolpus
Cyrtonus eumolpus é uma espécie de artrópode pertencente à família Chrysomelidae.